# 방화중학교
방화중학교(傍花中學校)는 대한민국 서울특별시 강서구 방화동에 있는 공립 중학교이다.

## 학교 연혁
- 1986년 1월 29일 : 방화중학교 설립인가(공립)
- 1986년 1월 31일 : 초대 심윤섭 교장 취임
- 1986년 3월 3일 : 제1회 입학식(10학급)
- 1986년 4월 25일 : 개교식
- 1989년 2월 14일 : 제1회 졸업식
- 2006년 6월 30일 : 좋은 학교 만들기 자원학교 지정
- 2020년 3월 1일 : 제12대 이경현 교장 취임
- 2023년 2월 10일 : 제35회 졸업식 (5학급 117명)
- 2023년 3월 2일 : 제38회 입학식 (4학급 102명)

## 참고 자료
- 방화중학교 - 한국교육학술정보원 학교알리미